# جوزيف إدينغز
جوزيف باكستون إيدينغز (21 يناير 1857 - 8 سبتمبر 1920) جيولوجي وعالم أمريكي في علم الصخور.

## حياته
وُلد جوزيف باكسون إدينغز في بالتيمور، ولاية ماريلاند في 21 يناير 1857، وكان ابنًا لتاجر جملة في فيلادلفيا. حصل على درجة الماجستير من مدرسة شيفيلد العلمية بجامعة ييل عام 1877، ثم درس الكيمياء التحليلية في الجامعة. انتقل لاحقًا إلى جامعة كولومبيا حيث درس الجيولوجيا تحت إشراف الأستاذ جون نيوبيري [الإنجليزية]. أمضى فترة في جامعة هايدلبرغ بين عامي 1879 و1880 يجري أبحاثًا في البتروجرافيا (دراسة الصخور) تحت إشراف كارل روزنبوش [الإنجليزية].
عمل من يوليو 1880 حتى عام 1895 في هيئة المسح الجيولوجي للولايات المتحدة.
بدأ بإلقاء المحاضرات في جامعة شيكاغو ابتداءً من عام 1892، حيث أنشأ قسم لعلم الصخور وهو الأول من نوعه في العالم خصيصًا له. في عام 1908، ترك الجامعة وتقاعد إلى منزله الريفي في ولاية ماريلاند، حيث واصل أبحاثه الخاصة. توفي غير متزوج ودون أبناء في منزله في ساندي سبرينغز، ماريلاند، في 8 سبتمبر 1920، بسبب التهاب الكلى المزمن.

## الإرث
وصفت أكاديميات العلوم الوطنية إدينغز بأنه "قائد متميز في علم الصخور". كما وصفته صحيفة نيويورك تايمز بأنه "عالم متميز في علم الصخور". كان إدينغز عضوًا في الأكاديمية الوطنية للعلوم، وعضوًا في الجمعية الجيولوجية في لندن، وعضوًا في الجمعية الفلسفية الأمريكية، وزميلًا في الجمعية الجيولوجية الأمريكية، وعضوًا في الجمعية العلمية في أوسلو، وعضوًا شرفيًا في الجمعية الفرنسية لعلم المعادن والبلورات، وأمينًا شرفيًا لعلم الصخور في المتحف الوطني الأمريكي. كما أسست جامعة ييل للدراسات العليا بإسم منحة إدينغز . وسمي معدن إدينغزيت تكريما له.